# Hexatoma (Eriocera) sauteriana
Hexatoma (Eriocera) sauteriana is een tweevleugelige uit de familie steltmuggen (Limoniidae). De soort komt voor in het Oriëntaals gebied.